# Schefflera urbaniana
Schefflera urbaniana là một loài thực vật có hoa trong Họ Cuồng cuồng. Loài này được (Marchal ex Urb.) Frodin miêu tả khoa học đầu tiên năm 1989.